# Mirni (Krasnooktiabrski)
Mirni - Мирный (rus) és un possiólok de la República d'Adiguèsia, a Rússia. Es troba a 17,5 km a l'oest de Tulski i a 13 km al sud-oest de Maikop. Pertany al municipi de Krasnooktiabrski.